# Li Fangying

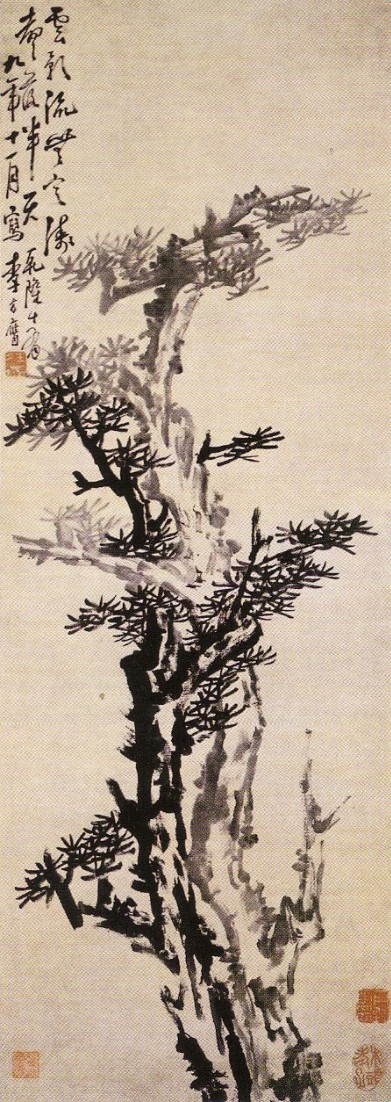
Pins vells de Li Fangying

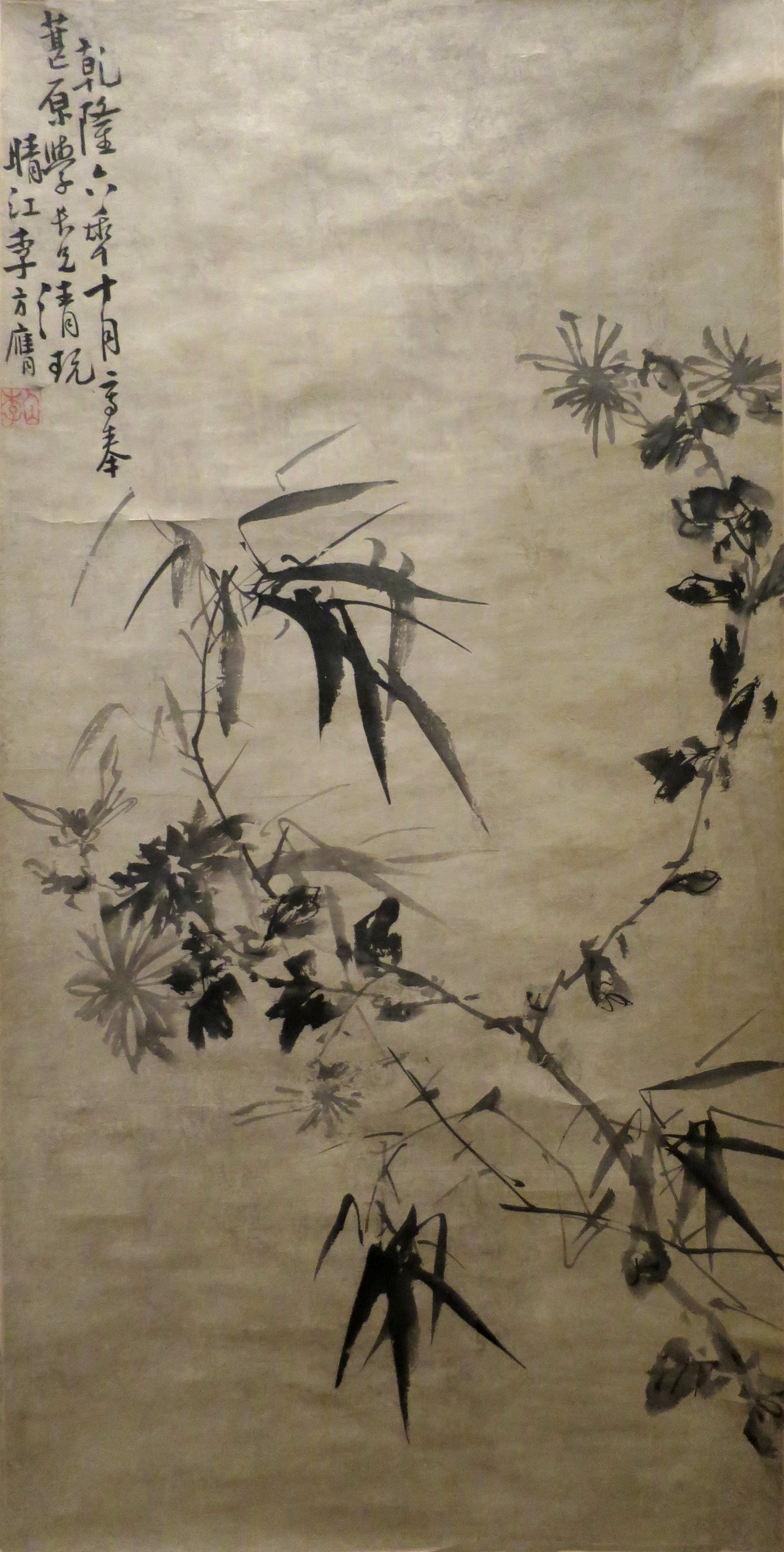
Crisantems i bambú, Museu d'Art d'Honolulu

Li Fangying (xinès simplificat: 李方膺; xinès tradicional: 李方膺; pinyin: Lǐ Fāngyīng), també conegut com a Qingjiang Qiuchi i Jieyuan Zhuren, fou un pintor xinès que va viure sota la dinastia Qing.
De família d'importants funcionaris, era oriünd de Nantong, província de Jiangsu. Va néixer l'any 1695 i va morir el 1754 (altres fonts indiquen l'any 1755). Durant dues dècades, exercí com a funcionari amb el càrrec de magistrat en un comtat que va haver de deixar per un conflicte amb el seu superior.
Li va ser cèlebre com a pintor de pruners, pins, bambús i flors (lotus, orquídies i crisantems), que realitzava amb pinzellades vigoroses i amb un estil elegant. Fou un dels Vuit excèntrics de Yangzhou. Entre les seves pintures destaquen: Peixos nedant, Pins vells i Bambú onejant al vent. Obres seves es troben als museus: Museu d'Art de Xangai, Museu de Belles Arts de Boston, Museu Nacional de Tòquio i Museu del Palau de Pequín.